# ジョルジーナ・リザーク
ジョルジーナ・リザーク（アラビア語: جورجينا رزق, Georgina Rizk、1953年1月3日 - ）は、レバノンのモデル。ミス・ユニバース1971優勝（レバノン初、西アジア・中東・アラブ世界初）。名前についてGeorgina Rizakという表記もある。

## 経歴
レバノン人の父親とハンガリー人の母親のもと、1953年1月3日ベイルートのクリスチャンホームに生まれる。
母親はそれ以前にイタリアで結婚していたことがあり、異父姉のFelicina Rossi（ファッションデザイナー）を生んでいる。ジョルジーナは英語、フランス語、イタリア語を話すが、イタリア語はフェリチーナから学んだ。
ミス・レバノン1970で優勝、国を代表してミス・ワールド1970に出場。入賞ならず。
1971年7月24日、ミス・ユニバース1971優勝。レバノン代表、また西アジア・中東・アラブ諸国代表がミス・ユニバースで優勝した初めての事例である（アジア諸国代表として4人目）。レバノン政府は彼女の記念切手を発行する。この頃、建築学を専攻するフランス人大学生Philippe Ducと交際していた。

### その後
1972年7月29日、プエルトリコで開催されたミス・ユニバース1972には参加できなかった。1972年5月30日に発生したテルアビブ空港乱射事件の死傷者の約8割がプエルトリコ人だったとされ、テロを恐れたレバノン政府はジョルジーナの出国を認めなかった。
1978年（1976年という説もある）、黒い九月の指導者であるアリー・ハサン・サラーム（Ali Hassan Salameh）と結婚。ハネムーンでハワイとディズニーランド（カリフォルニア）をめぐる。妊娠がわかるとベイルートのアパートに戻る。サラームも別にアパートを借りる。
1979年1月22日、神の怒り作戦（Operation Wrath of God）の一環として、サラームはモサドの設置した自動車爆弾で瀕死の重傷を負う。翌23日死亡。このとき、ジョルジーナは妊娠6か月だった。
1990年、レバノンの歌手Walid Touficと再婚。2人の子供を儲ける。